# 大頭多齒海鯰
大頭多齒海鯰為輻鰭魚綱鯰形目海鯰科的其中一種，分布於印度洋及西太平洋淡水、半鹹水、海域，棲息深度10-195公尺，體長可達185公分，棲息在底層水域，屬肉食性，可作為食用魚及遊釣魚。

## 擴展閱讀
維基物種上的相關：大頭多齒海鯰